# Enigmacursor
Enigmacursor (corredor enigmàtic) és un gènere extint de dinosaures neornitisquis que va viure durant el Juràssic superior en el que avui dia és Estats Units, concretament, la Formació Morrison, a Colorado. Només consta d'una espècie, Enigmacursor mollyborthwickae. Les seves restes fòssils van ser descobertes entre el 2021 i el 2022 per una companyia provada, i van ser adquirides pel Natural History Museum de London el 2024. L'any 2025, es va crear el nou gènere. El nom específic és en honor de Molly Borthwick, que va donar els diners per l'adquisició dels fòssils per part del museu.